# اس‌ای‌اس اسپیر
اس‌ای‌اس اسپیر (به انگلیسی: SAS Spear) یک زیردریایی است که طول آن ۵۷٫۸ متر (۱۹۰ فوت) می‌باشد. این زیردریایی در سال ۱۹۷۶ ساخته شد.